# Idaea sardoniata
Idaea sardoniata là một loài bướm đêm trong họ Geometridae.